# Call of Duty 3 : En marche vers Paris
 (octobre 2019).
Si vous disposez d'ouvrages ou d'articles de référence ou si vous connaissez des sites web de qualité traitant du thème abordé ici, merci de compléter l'article en donnant les références utiles à sa vérifiabilité et en les liant à la section « Notes et références ».
Call of Duty 3 : En marche vers Paris est un jeu de tir à la première personne développé par Treyarch et édité par Activision en 2006. Le jeu est sorti sur PlayStation 2, PlayStation 3, Xbox, Xbox 360 et Wii.
Comme les deux premiers épisodes de la série, le jeu prend pour cadre la Seconde Guerre mondiale. L'histoire se concentre sur la Bataille de la Poche de Falaise vécue sous différents points de vue (américain, anglais, français, canadien et polonais). Le sous-titre "En marche vers Paris" n'est inclus que dans le titre français du jeu, et l'épisode ne permet pas de revivre la Libération de Paris en elle-même.  

## Univers
L'univers du jeu a pour cadre la Seconde Guerre mondiale, et plus précisément la campagne de Normandie.

## Histoire

### Campagne américaine
Le soldat Nichols arrive dans un camp de la 29e division d'infanterie américaine près de Saint-Lô, environ un mois après le débarquement en Normandie. Il rencontre le soldat Huxley, le sergent Frank McCullin et le caporal Dixon. Il participe ensuite à la prise de la ville avec ces derniers. Ils y rencontre le soldat de première classe Guzzo qui ne semble pas s'entendre avec le sergent McCullin. Après la sécurisation avec succès de St-Lô, le sergent McCullin annonce que toute son équipe est incorporée dans la  90e manquant d'effectifs. Quelques jours plus tard, ils partent à l'assaut d'une zone non loin de Saint-Germain-sur-Sèves tenue par les parachutistes allemands. L'équipe tentera par la suite de désamorcer des bombes que les Allemands ont placées sur un pont de la ville de Mayenne. Le sergent McCullin y perd sa vie en essayant d'accomplir sa mission. Dixon le remplace, et mène les troupes à travers la forêt d'Écouves. Ils entreprennent ensuite la capture d'une ville environnante afin de sécuriser un croisement. Ils croient arriver au bout de leurs peines après l'accomplissement de leur mission, mais Guzzo est informé par radio qu'ils doivent prendre Chambois. Les allemands se replient en effet vers la ville, chassés par les Canadiens et les Polonais au nord. Au cours d'intenses combats pour éliminer les assaillants.
Personnages :
- Soldat Leroy Huxley (Blessé à la jambe)
- Caporal Mike Dixon (Deviendra par la suite sergent) (Blessé au bras et tué d'une balle dans le dos)
- Sergent Franck McCullin (Tué par un obus)
- Radio Salvatore Guzzo (Deviendra par la suite sergent) (Blessé à la jambe)

### Campagne franco-britannique
Le sergent James Doyle, un personnage déjà incarné dans La Grande Offensive (extension du premier épisode), arrive dans une base aérienne des SAS en Angleterre, conduit en jeep par le caporal Keith. Le major Ingram (également un personnage récurrent) accueille les deux hommes et les prépare à un largage en France où ils doivent rencontrer un résistant français du nom de Laroche. Après un parachutage secoué, ils arrivent à se réunir avec les résistants. Isabelle Dufontaine qui est l'une des leurs, dit que Marcel, un autre maquisard, a disparu. Les SAS et les Français parviennent à le retrouver dans un manoir tenu par les forces allemandes.
Personnages:
- Caporal Duncan Keith
- Major Gerald Ingram
- Pierre Laroche (Résistance)
- Isabelle Dufontaine (Résistance) (Tuée par l'explosion d'un tank)
- Marcel (Résistance)

### Campagne canadienne
Notre personnage se nomme Cole. On se retrouve près de Caen pour prendre les collines et les canons ennemis. Après une fois l'objectif rempli on nous signale qu'il faut attaquer une usine tenue par les Allemands.
Personnages :
- Soldat Kyle Peterson
- Sergent Johnatan Callard (Tué par une explosion)
- Lieutenant Jean-Guy Robichaut
- Radio Leslie Baron (Tué d'une balle dans la tête)

### Campagne polonaise
Bohater fait partie d'un équipage de char Sherman Firefly de la 1re division blindée polonaise. Lui et son équipe, traquent un commandant de char allemand nommé "Richter" dans la commune de Saint-Aignan-de-Cramesnil. La division est ensuite envoyée pour prendre, et surtout tenir la massue. Dans la défense difficile de la position, ils sont rejoints par le soldat Baron, l'opérateur radio canadien envoyé par le lieutenant Robichauld. Il arrive à leur offrir des tirs d'artilleries pour éliminer les chars. Sous les feux intenses de l'ennemi, le soldat Baron ne daignant pas se couvrir malgré les avertissements du Polonais Ulan pour prouver qu'il n'est pas un lâche, se fait tuer.

## Système de jeu
Mis à part le gameplay classique des Call of Duty (qui est essentiellement le même que dans Call of Duty 2), le jeu met en scène des moments où le joueur doit effectuer des commandes spécifiques au lieu d'une seule pression sur une touche afin d'effectuer des actions précises, renforçant le côté immersif: par exemple, pour utiliser un mortier ou un canon antichar, il ne suffit pas de bouger les sticks dans une direction pour viser mais de les faire tourner comme des manivelles. Ces genres d'action pourraient expliquer l'exclusivité console du jeu. On retrouve aussi le compte à rebours et le renvoi des grenades, ainsi que le sprint (seulement en multijoueur) qui étaient incluses dans l'extension du premier épisode mais pas dans le deuxième opus (une partie des développeurs ayant également participé à sa conception). Des décors destructibles sont présents dans la campagne solo, ne rendant pas tous les couvertures des abris sûrs.

### Multijoueur
Les univers de jeu se déroulent sur les cartes suivantes : Mayenne, Rouen, Argentan, Les Ormes[Lequel ?], Verdun, Merville, et "Poisson".
Les joueurs sont répartis dans 2 équipes: les Alliés (américains) et l'Axe (allemands). Chaque équipe dispose de 7 classes qui sont: fusilier (fusil), infanterie légère (pistolet mitrailleur), infanterie lourde (mitrailleuse légère), infirmier (fusil à pompe), éclaireur (fusil de précision), antichar et mitrailleur.
Des véhicules tels que des jeeps, des motos ou des chars sont également disponibles.

### Version Wii
La version Wii offre de nouvelles sensations avec un gameplay qui gère la détection de mouvement, par exemple lors de passages où le personnage doit conduire des jeep ou ramer en radeau.
Il faut également noter que certains joueurs peuvent avoir des difficultés de prise en main avec cette version. Le joueur n'est cependant pas obligé de faire tous les gestes configurés, comme ceux pour changer l'arme (donner au coup de côté avec la nunchuk) ou pour donner un coup de crosse (donner un coup en avant avec la Wiimote) qui peuvent être substitué par une simple pression sur un bouton.
La version Wii est la seule mouture à ne pas proposer de mode multijoueur. De plus, elle présente quelques bugs très déstabilisants telle que la perte de contrôle du personnage pendant quelques secondes dans les scènes mouvementées (lors de bombardement par obus). Ces bugs restent rares cependant.

## Musique
Les musiques de Call of Duty 3 ont été composées par Joel Goldsmith, qui a aussi composé les musiques pour les célèbres séries télévisées Stargate SG-1 et Stargate Atlantis.